# امامزاده ابوالفتوح
امامزاده ابوالفتوح مربوط به دوره صفوی است و در شهرستان گلپایگان، روستای وانشان واقع شده و این اثر در تاریخ ۵ اسفند ۱۳۴۱ با شمارهٔ ثبت ۴۳۵ به‌عنوان یکی از آثار ملی ایران به ثبت رسیده‌است.

## امامزاده ابوالفتوح
بقعه امامزاده ابوالفتوح سلیمان بن موسی بن جعفر، در روستای وانشان (وانشون) که جاذبه‌هایش کمتر از روستای معروف ابیانه نیست، در ۱۲ کیلومتری خوانسار واقع و بنای آن با توجه به کتیبه داخل حَرم، به قرن دهم هجری مربوط می‌شود
بنا بر کتیبه، امامزاده از نوادگان موسی پسر جعفر است برفراز بقعه چهارگوش آجری گنبدی هرمی و دوازده ترکی کشیده شده‌است. روی صندوق آیاتی از قرآن مجید نوشته شده و کلمه «صندوق شاه حسین فریدونشکوه» دیده می‌شود.
کهنسالان وانشان گفته‌اند امامزاده ابوالفتوح بسیار قدیمی است و یک دلیلش، وجود درخت عظیم و فوق‌العاده قدیمی کنار دیوار آن است.

روستای وانشان در گلپایگان

امامزاده ابوالفتوح روستای وانشان

نوع سازه و مصالح و همچنین نوع بنای امامزاده ابوالفتح وانشان، می‌تواند بعنوان یک پروژه برای اهل هنر و دانشجویان معماری مورد استفاده قرار گیرد.
بنای امامزاده از نوع گنبد دوازده ترک از نوع رگ بوده و از دو بخش اصلی و الحاقی تشکیل شده‌است. بخش اصلی بنا فضای زیر گنبد است که به دوره صفویه مربوط می‌شود و بخش الحاقی مربوط به دوره قاجاریه و سال ۱۳۳۸ قمری (حدود ۱۰۰ سال پیش) است. البته در دوره معاصر نیز به آن پرداخته شده و امامزاده اکنون ضریح تازه‌ای دارد.
فضای داخلی گنبد دارای یک صندوق چوبی منبت کاری شده بسیار نفیس است که در حال حاضر ضریح روی آن قرار گرفته‌است. چون صندوق چوبی زیر ضریح است نمی‌توان تاریخ ساخت آنرا بررسی نمود.
در فضای داخلی گنبدخانه، فضایی مستطیل شکل یا آسمانه با سقفی تیرپوش و مسطح قرار دارد. زیر سقف چوبی نقاشی و خوشنویسی با خط نستعلیق دیده می‌شود؛ که کار استاد محمود نجار و استاد یوسف خوانساری است.
درب قدیمی امامزاده ابوالفتوح که یکبار در سال ۱۳۰۹ زراندوزان یهودی به آن طمع کردند، شاهکار منبت کاری در زمان شاه تهماسب صفوی است.
گفته می‌شود کتیبه روی در، کار استاد قاسم حسین خوانساری است. تاریخ اتمام کار این در، سال ۹۹۰ هجری قمری است. یعنی بیش از سه قرن قدمت دارد. بر روی در انبوهی از منبت کاری‌های نه چندان گود با نقوش اسلیمی و خطایی (با نسبتی برابر)، دیده می‌شود.
در متن عربی زیارت‌نامه این امامزاده (در سطر پنجم زیارت‌نامه که در حرم است)، کلمه فارسی شاهزاده به چشم می‌خورد.
این زیارت‌نامه قدیمی، در سال ۱۳۵۱ با خط محمد صانعی خوانساری مجدداً خوشنویسی شده‌است.
السلام علیک یا سیدی و ابن سیدی یا شاهزاده ابوالفتوح…

## شمعون میرزا سلیمان کلیمی و در عتیقه شاهزاده ابوالفتوح
در سال ۱۳۰۹ هجری شمسی شخصی به نام شمعون میرزا سلیمان کلیمی برای خرید درب عتیقه شاهزاده ابوالفتوح روستای وانشان به خادم آن مراجعه می‌کند و ایشان هم حکم شرعی فروش درب‌ها را از روحانی محل (شیخ محمد صادق علامه) می‌پرسد،
کهنسالان نقل کرده‌اند که ایشان پاسخ می‌دهد:اگر این درب قابل استفاده نیست، فروش آن مانعی ندارد و باید پول آن را خرج تعمیر و مرمت زیارتگاه شاهزاده ابوالفتوح کنید..
پس از این فتوا، درب امامزاده به فروش می‌رسد. اما بعد از مدتی شمعون هنگام خروج از مرز ایران، گیر می‌افتد و در بازجویی می‌گوید که این در را از خادم زیارتگاه شاهزاده ابوالفتوح خریده‌است.
مأموران حکومتی به خادم شاهزاده ابوالفتوح مراجعه می‌کنند او هم می‌گوید: من به حکم مجتهد محل‌مان این درب را فروخته‌ام و سرانجام شیخ محمدصادق علامه را برای محاکمه به اراک احضار می‌کنند. این محاکمه سالها طول می‌کشد و در نهایت در تاریخ ۵ فروردین ۱۳۱۹ دادگاه استان تهران به این دلیل که معامله درب امامزاده سال ۱۳۰۹ صورت گرفته و درب امامزاده دراول آذر سال ۱۳۱۰ در فهرست آثار ملی ثبت شده، روحانی مزبور را تبرئه می‌کنند.
هیئت دادرسان شمس الدین امین علائی و محمدحسن خاتون آبادی بوده و پرونده مزبور در وزارت دادگستری شماره ۵۸۱۰/۱۸ دارد.